# میوشی یاسونوبو
میوشی نو یاسونوبو (به ژاپنی: 三善 康信 みよし の やすのぶ)، زمان تولد ۱۱۴۰ و مرگ ۱۲۲۱، در اواخر دوره هی‌آن و اوایل شوگون‌سالاری کاماکورا از اشراف کوگه بود. اولین مباشر شوگون‌سالاری کاماکورا. پس از ورود به بودیسم، نام بودایی او زنشین بود. در اصل، او یک اشراف رده پایین بود که نقش منشی را در دایجوکان به ارث برد و از خانواده ای ریاضیدان بود.
مادر او خواهر کوچکتر ندیمه میناموتو نو یوریتومو بود و در نتیجه این ارتباط او یوریتومو را که در ولایت ایزو تبعید شده بود، ماهانه سه بار از وضعیت کیوتو مطلع می‌کرد. دو ماه پس از تشکیل ارتش توسط شاهزاده موچیهیتو و شورش شاهزاده موچی‌هیتو در مه ۱۱۸۰، یاسونوبو یک پیام آور فرستاد تا به یوریتومو بگوید که باید در اسرع وقت به اوشو بگریزد، زیرا او نقش مهمی در پرورش یوریتومو داشت.
پس از مرگ یوریتومو، او همچنین در شورای سیزده نفره نمایندگان گوکه‌نین شرکت می‌کرد که به دومین شوگون، میناموتو نو یوری‌ایه کمک می‌کردند. در طول جنگ جوکیو در سال ۱۲۲۱، او با وجود بیماری در شورا شرکت کرد و از ایده و نظر اوئه نو هیروموتو مبنی بر اعزام فوری نیروها حمایت کرد. او در همان سال پس از جنگ جوکیو درگذشت.